# Пушкинское благочиние (Сергиево-Посадская епархия)

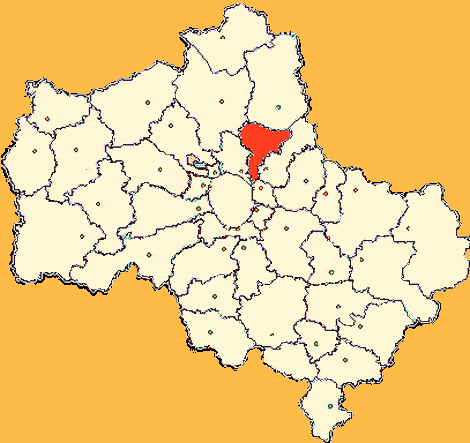
Пушкинский благочиннический округ

Пушкинское благочиние — округ Сергиево-Посадской епархии Русской православной церкви, объединяющий 55 храмов, 8 храмов-часовен и 23 часовни.
Благочинный округа — иерей Василий Ковальчук, настоятель храма Пресвятой Троицы в городе Пушкино.

## Храмы благочиния
Примечание — Информация в данном разделе приведена по состоянию на конец 2015 года.
Село Алешино
- Георгиевская церковь

Село Артемово

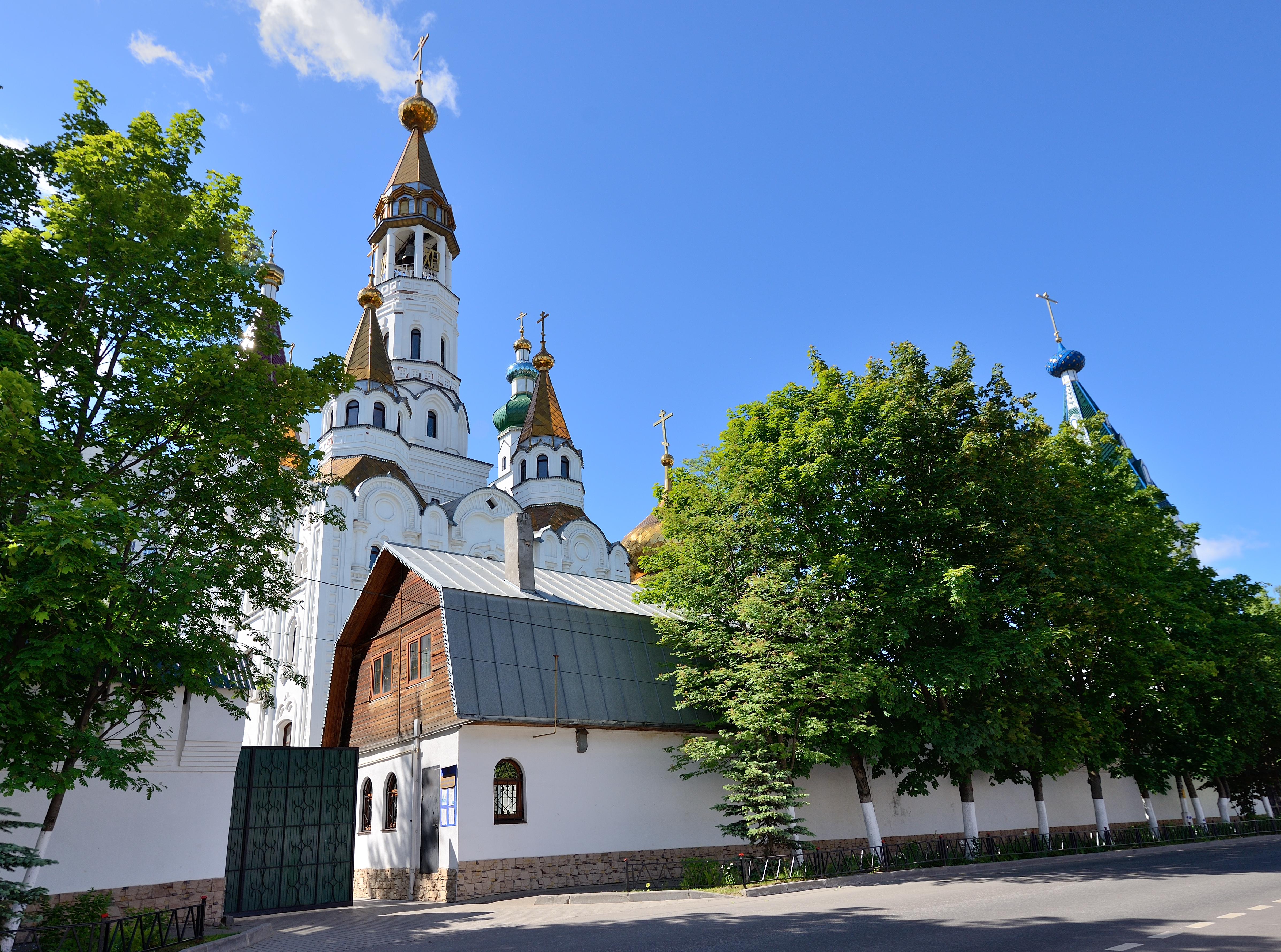
Храм Боголюбской иконы Божией Матери в Пушкине

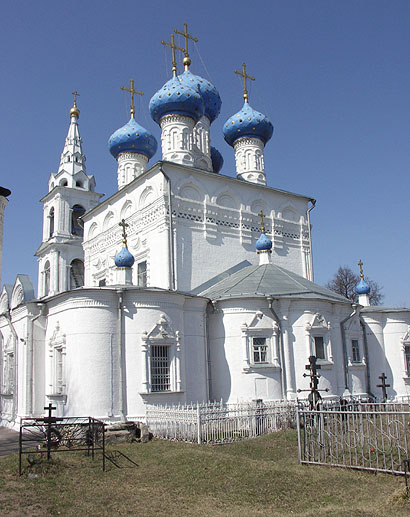
Храм Святого Николая в Пушкине

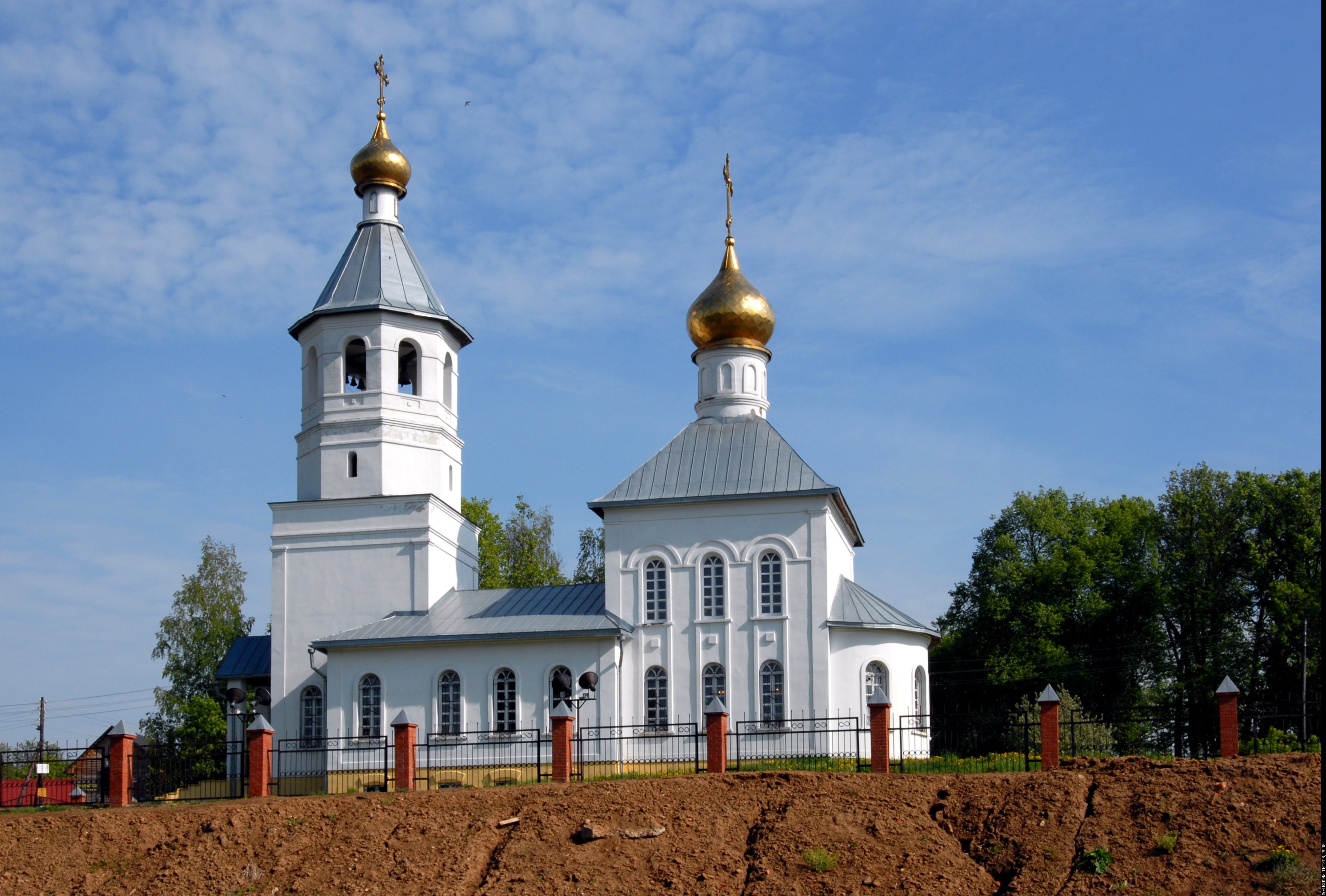
Никольский храм в Тишкове

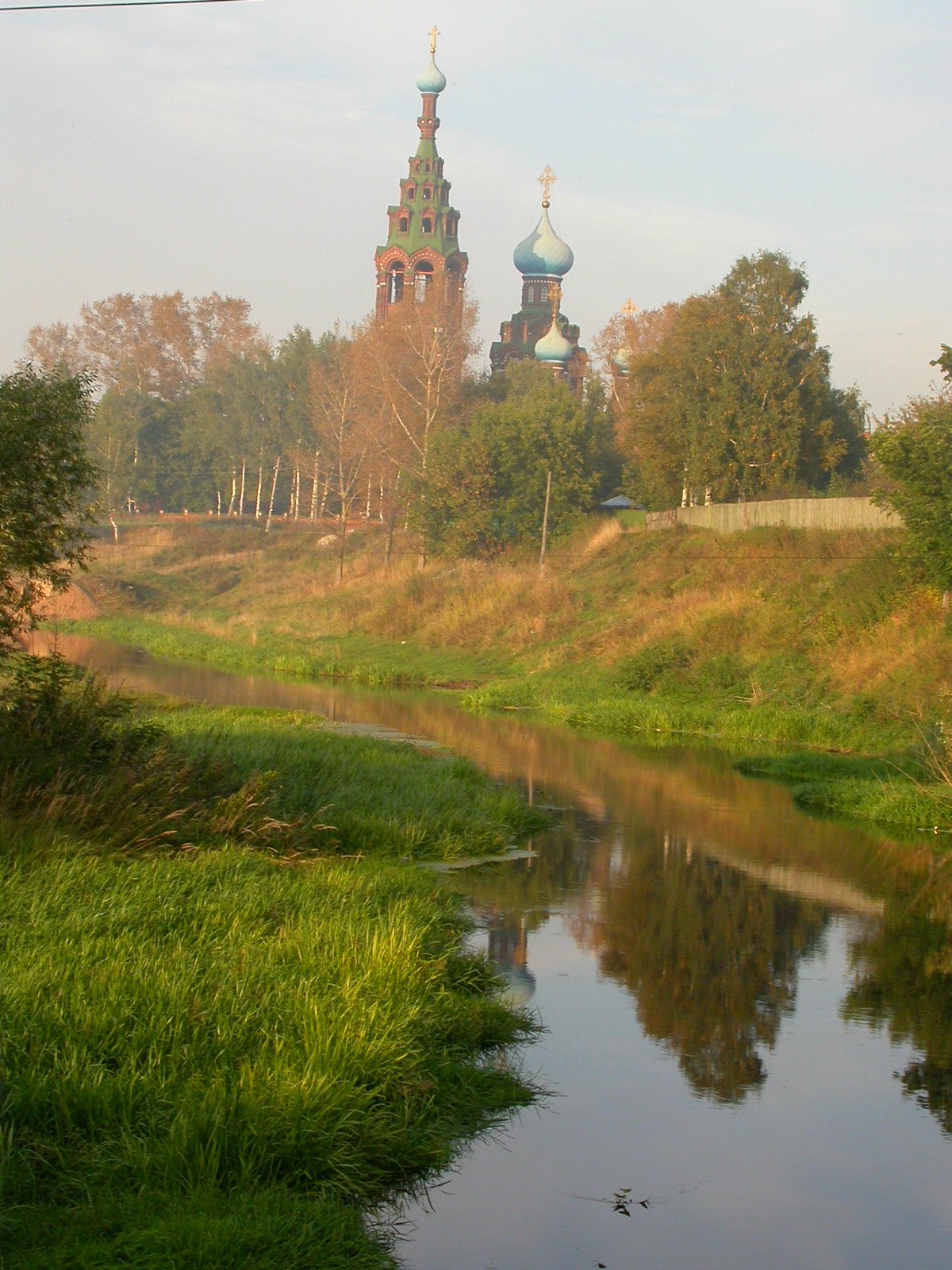
Храм Покрова Пресвятой Богородицы на берегу Клязьмы, в Черкизове

- Церковь Страстной иконы Божией Матери

Село Братовщина
- Благовещенская церковь

Село Ельдигино
- Троицкая церковь (XVIII века)

Посёлок Заветы Ильича
- Пантелеимоновская церковь

Посёлок Клязьма
- Спасская церковь

Посёлок Лесной
- Ильинская церковь

Микрорайон Мамонтовка
- Церковь Иконы Божией Матери «Нечаянная Радость»

Село Могильцы
- Иоанно-Богословская церковь

Село Новая Деревня
- Сретенская церковь

Посёлок Правдинский
- Никольская церковь

Город Пушкино
- Храм Боголюбской иконы Божией Матери (Боголюбская церковь)
- Никольская церковь
- Пантелеимоновская церковь
- Троицкая церковь

Село Рахманово
- Вознесенская церковь

Посёлок Росхмель
- Знаменская церковь

Рабочий посёлок Софрино
- Церковь Всех святых в земле Российской просиявших

Городское поселение Софрино
- Смоленская церковь (село Софрино)
- Храм Новомучеников и Исповедников Российских (деревня Митрополье)

Село Талицы
- Владимирская церковь

Посёлок Тишково
- Храм Святителя Николая

Посёлок Черкизово
- Храм Покрова Пресвятой Богородицы

Городское поселение Зеленоградский
- Храм Равноапостольного Князя Владимира (деревня Нагорное)

Сельское поселение Тарасовское
- Успенский храм (посёлок Челюскинский)

## Бывшие храмы благочиния
В декабре 2011 года, по благословению Высокопреосвященнейшего Ювеналия, митрополита Крутицкого и Коломенского, из Пушкинского благочиния в отдельное благочиние выделен Ивантеевский церковный округ. В него вошло около трети храмов Пушкинского благочиния, основные из которых приведены ниже.
Село Барково
- Ильинская церковь

Город Ивантеевка
- Георгиевская церковь
- Смоленская церковь

Деревня Комягино
- Сергиевская церковь

Город Королёв
- Храм Пресвятой Троицы

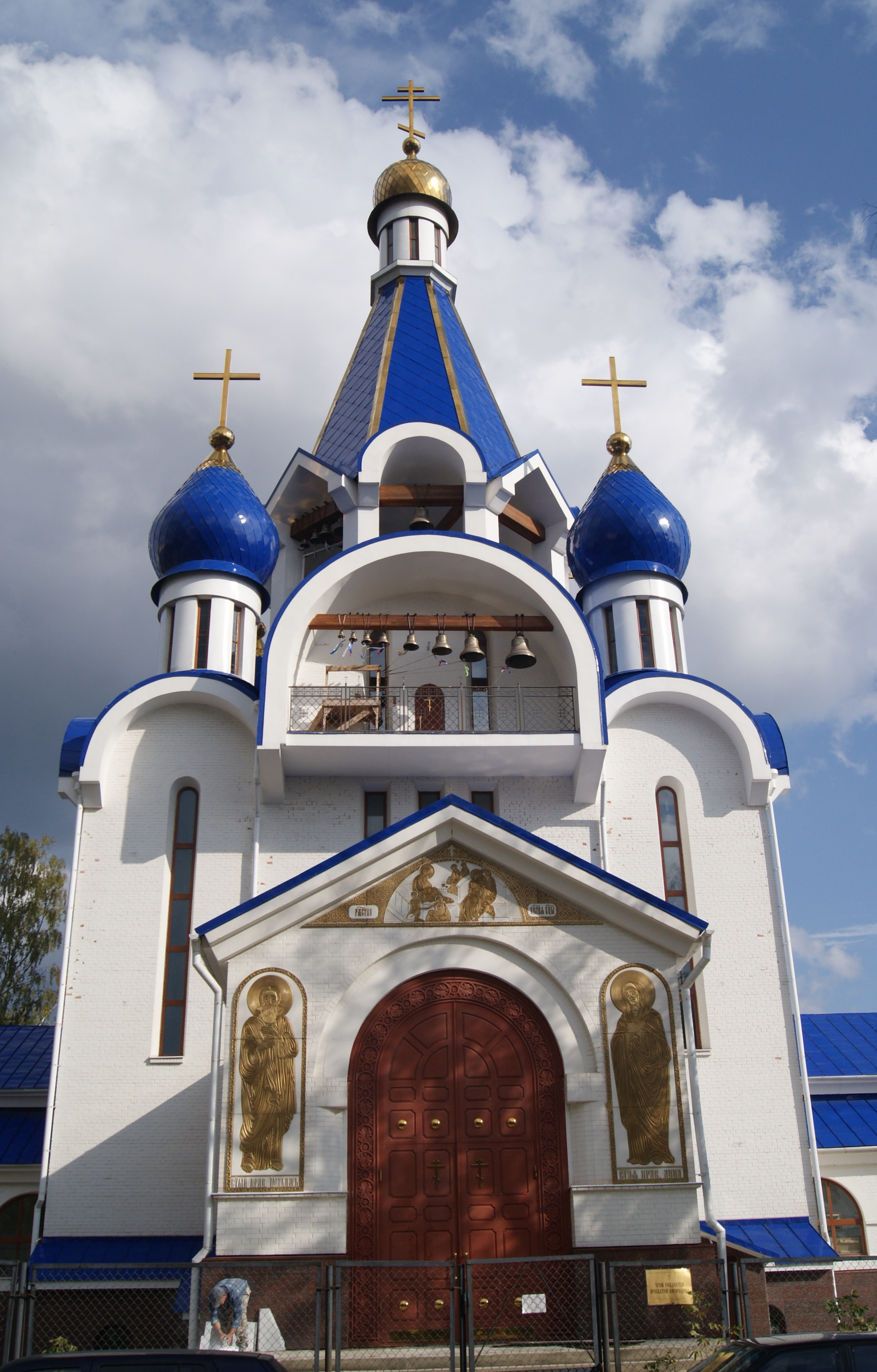
Храм Рождества Пресвятой Богородицы в Королёве

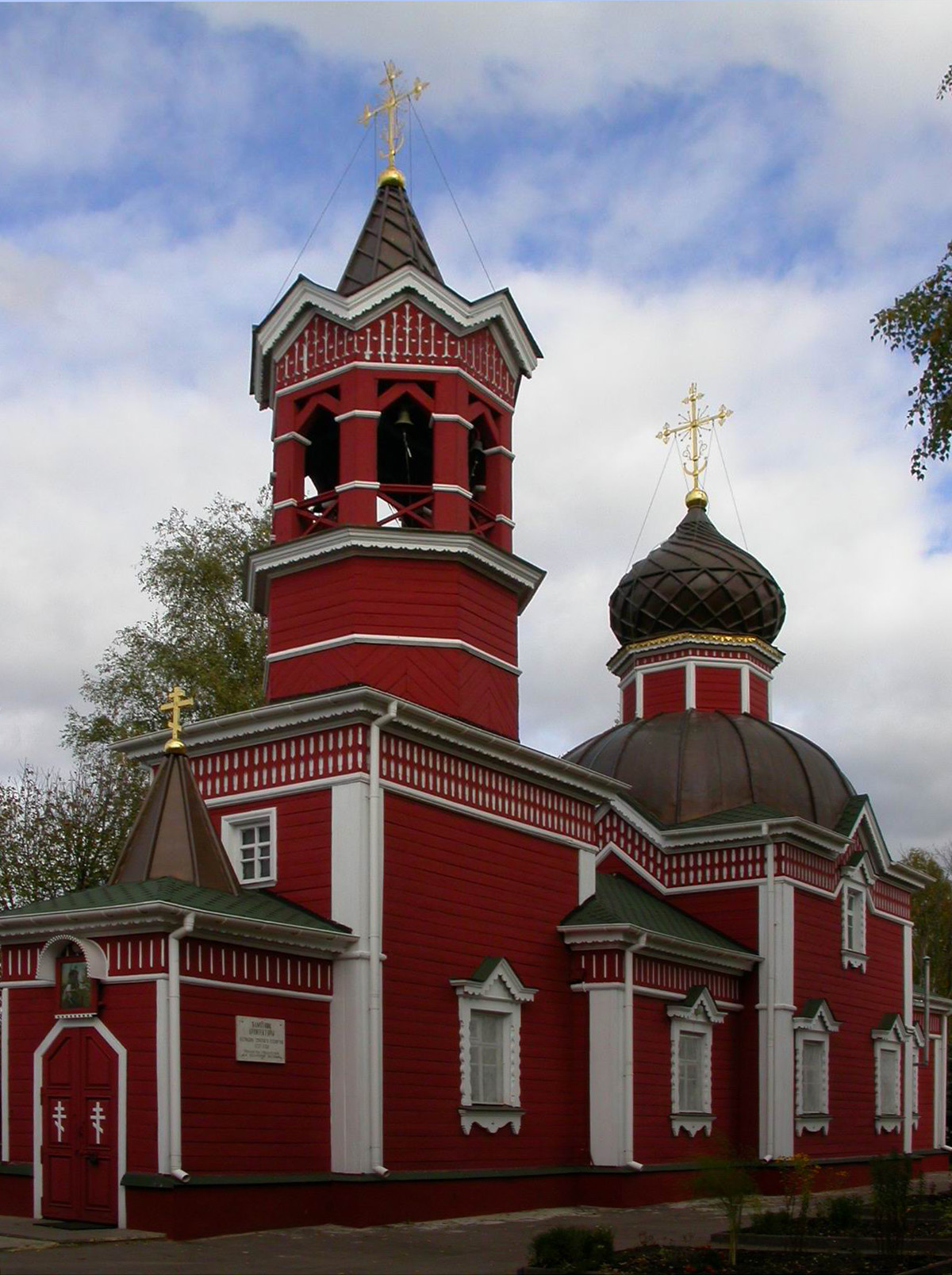
Храм Святого Великомученика Георгия Победоносца в Ивантеевке

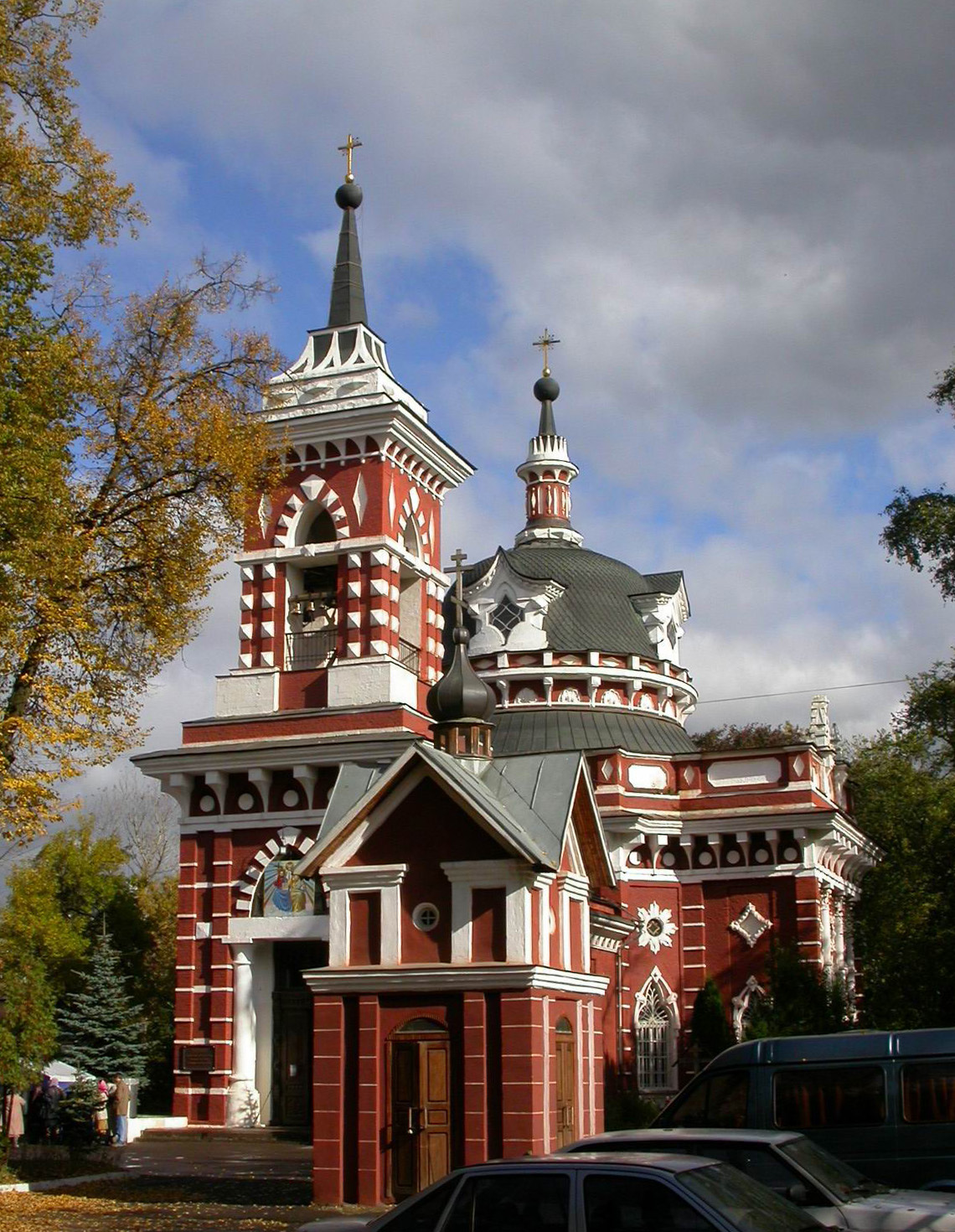
Храм Смоленской иконы Пресвятой Богородицы в Ивантеевке

- Храм Свт. Владимира, митрополита Киевского и Галицкого
- Церковь Рождества Пресвятой Богородицы
- Церковь свв. Косьмы и Дамиана

Город Красноармейск
- Вознесенская церковь

Посёлок Любимовка
- Покровская церковь

Село Муромцево
- Никольская церковь

Село Царево
- Никольская церковь

Город Юбилейный (со 2 июня 2014 года объединён с городом Королёвым)
- Храм Прп. Серафима Саровского

## Канцелярия благочиния
Московская область, Пушкинский район, г. Ивантеевка, улица Дзержинского, д. 15
Телефон (253) 6-12-54.